# Cuca (galleta)
Las cucas, también conocidas en Colombia como galletas del país, galletas negras, liberales o peras y en Venezuela como catalinas, chulas o paledonias, son galletas de sabor dulce y forma redonda que se preparan con harina de trigo, melado espeso de panela (o papelón), huevos, mantequilla, clavos de olor y canela. Son tradicionales en las cocinas de Colombia, Costa Rica, Puerto Rico y Venezuela. Normalmente se consumen con café con leche o leche fresca.

## Etimología
La palabra «cuca» proviene del inglés estadounidense cookie (/ˈkʊki/), que significa 'galleta'.

## Historia
Son procedentes de lo que actualmente es el Valle del Cauca (región del Pacífico colombiano). Su origen se remonta a la época Colonial.

## Variedades regionales

### Colombia
En Colombia son conocidas como galletas negras y coloquialmente como cucas.

#### Cauca
En el Cauca se conocen como liberales (por su característico color rojo, distintivo del Partido Liberal Colombiano) o peras y son preparadas con harina de trigo, esencia de piña, leche, huevos y mantequilla.

#### Chocó
En el Chocó se preparan con harina de trigo, melado espeso de panela, polvo para hornear o bicarbonato de sodio, clavos de olor, canela y cáscara rallada de limón y naranja.

#### Entrerríos (Antioquia)

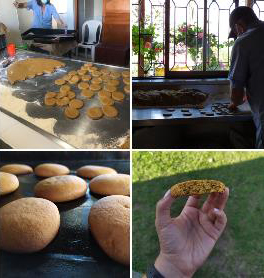
Galletas del país.

En el municipio de Entrerríos (departamento de Antioquia) se conocen como galletas del país y se consideran un patrimonio gastronómico. Su receta, que data del año 1920, está en manos de la familia Marín Pérez. Son preparadas con ingredientes autóctonos del municipio y son más similares a una torta que a una galleta.

#### Huila
En el Huila se preparan con harina de trigo, panela, polvo para hornear, clavos de olor, canela y nuez moscada.

#### Valle del Cauca
En el Valle del Cauca son preparadas con harina de trigo, extracto de malta o panela raspada y quemada y bicarbonato de sodio.

### Costa Rica
En Costa Rica se preparan con harina de trigo, royal o azúcar, huevos, mantequilla y pasas.

### Puerto Rico
En Puerto Rico son edulcoradas (endulzadas) con miel o azúcar.

### Venezuela
En Venezuela se conocen como catalinas, chulas (en algunos pueblos del estado Trujillo) o paledonias y coloquialmente como cucas. Pueden tener forma redonda y aplanada con bordes lisos o dentados o forma alargada o cuadrada. Son preparadas tradicionalmente de dos maneras: negras (a base de papelón) y blancas (a base de azúcar), con ingredientes como harina de trigo, leche en polvo, huevos, mantequilla, margarina o manteca de cerdo, polvo de hornear o bicarbonato de sodio y especias como clavos de olor, canela, nuez moscada, anís, vainilla o jengibre machacado. Suele acompañarse con queso de mano.